# Cephalops nigrifrons
Cephalops nigrifrons är en tvåvingeart som beskrevs av José Albertino Rafael 1991. Cephalops nigrifrons ingår i släktet Cephalops och familjen ögonflugor. Inga underarter finns listade i Catalogue of Life.